# Rouven Sattelmaier
Rouven Sattelmaier (Ludwigsburg, 1987. augusztus 7. –) német labdarúgó, jelenleg a Heidenheim játékosa.

## Pályafutása
Rouven Sattelmaier az SSV Jahn Regensburg harmadosztályú csapatából érkezett a rekordbajnok Bayern Münchenhez. A 2008/09-es szezonban a Kicker pontozása alapján a 3. Liga legjobbjának választott fiatal kapus az új szezonban a Bayern München szintén harmadosztályú csapatának kapuját fogja védeni, mindemellett pedig Louis van Gaal keretének harmadik számú kapusa is lesz. A 2010-es nyári felkészülés során már megmutathatta magát a profik felkészülési meccsein.

### Sikerei, díjai
- Német szuperkupa győztes: 2010
- Az év játékosa 2008/09 és 2009/2010 a Jahn Regensburgban
- Regensburgban az év sportolója 2009
- 3. Liga legjobb pontátlaggal záró játékosa 2008/09